# Konttisaari (ö i Södra Savolax, S:t Michel, lat 61,47, long 27,60)
Konttisaari är en ö i Finland. Den ligger i sjön Hertunjärvi och i kommunen Sankt Michel i den ekonomiska regionen  S:t Michel och landskapet Södra Savolax, i den södra delen av landet, 200 km nordost om huvudstaden Helsingfors. Öns area är 0,3 hektar och dess största längd är 120 meter i sydöst-nordvästlig riktning.